# Jacques Barrelier
Jacques Barrelier (París, 1606 - 17 de setembre de 1673) va ser un biòleg i botànic francès que pertanyia a l'orde religiós dels dominics.

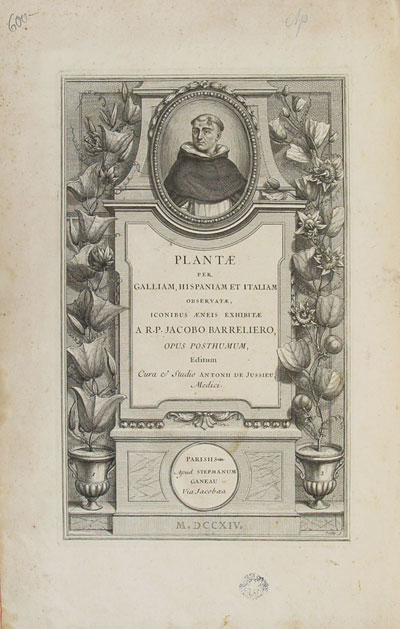
Portada de l’obra Plantae per Galliam, Hispaniam et Italiam observatae, iconibus aeneis exhibitae.

Es va doctorar en medicina el 1634 i es dedicà a la botànica. Visità la Provença, el Languedoc, Espanya i Itàlia. Passà 23 anys a Roma i formà un jardí botànic. Va escriure Hortus Mundi o Orbis botanicus, on descriu les plantes recollides en les seves expedicions botàniques. Il fait graver sur cuivre de nombreuses illustrations destinées à figurer dans son livre. Morí a París abans d’acabar les seves obres i un incendí destruí totes les seves notes excepte les planxes de coure dels gravats. Antoine de Jussieu va publicar l’obra pòstuma de barrelier sota el títol d’Icones Plantarum per Galliam, Hispaniam et Italiam observatæ. Aquesta obra conté unes cent espècies noves per a l’època i moltes d’elles li van ser dedicades (Barrelieri).

## Obra pòsthuma
- 1714: Plantae per Galliam, Hispaniam et Italiam observatae, iconibus aeneis exhibitae a R. P. Jacobo Barreliero,... opus posthumum accurante Antonio de Jussieu,... in lucem editum... (S. Ganeau, Paris), 2 parties en 1 vol. in-fol., front. et pl. gravés. – exemplaire numérique consultable sur Cervantes Virtual.

La seva signatura com a botànic és: Barrel.